# مهدی (بدافزار)
مهدی (به انگلیسی: Mahdi) یک بدافزار رایانه‌ای است که که در ابتدای ماه فوریه ۲۰۱۲ کشف و در ماه ژوئن گزارش شده است. بنا به گزارش آزمایشگاه کاسپرسکی و شرکت امنیتی اسرائیلی سکیولنت، این نرم‌افزار برای جاسوسی سایبری هدفمند از دسامبر سال ۲۰۱۱ استفاده می‌شده و حداقل ۸۰۰ کامپیوتر در ایران و سایر کشورهای خاورمیانه را آلوده کرده است که اولین بار در آن از ابزار ارتباطی نوشته شده به زبان فارسی استفاده شده است. بدافزار مهدی از لحاظ حرفه‌ای به ظاهر نسبت به استاکس نت در سطح نازل‌تری قرار دارد و با استفاده از نرم‌افزارهای عمومی موجود ساخته شده است.
هدفهای این بدافزار شامل شرکتهای زیربنایی حساس، رایانه‌های دانشجویان مهندسی، موسسات خدمات مالی و سفارتخانه‌های رسمی دولت‌ها بوده و بیشترین آلودگی به این بدافزار در کشور ایران گزارش شده است. بدافزار مهدی به مهاجمان اجازه می‌دهد که فایلهای کامپیوتر آلوده شده را سرقت کنند و ایمیل‌ها و پیام‌های کوتاه (چت) را نظارت کنند. همچنین می‌تواند صداها را ضبط کند، کلیدهای فشار داده شده در صفحه کلید کامپیوتر را ثبت کند و از فعالیتهایی که در صفحه مونیتور کامپیوتر نشان داده می‌شود، عکس برداری کند. همچنین، یک فایل متنی با نام «mahdi.txt» در برنامه نرم‌افزار مخرب آلوده کننده رایانه‌های آلوده شده قرار گرفته است.
سکیولنت و کاسپرسکی به خاطر اینکه مهاجمان برای گسترش بدافزار در رایانه‌ها، از پوشه‌ای با همین نام برای راه اندازی پروژه استفاده کرده‌اند نام مهدی، را روی آن گذاشته‌اند.